# Надкритична флюїдна хроматографія
Надкрити́чна флюї́дна хроматогра́фія (рос. сверхкритическая флюидная хроматография, англ. supercritical fluid chromatography, SFC) — хроматографічний метод розділення, в якому мобільною фазою є рідина при температурі та тиску рівних або вищих від їхніх критичних значень. Такою рідиною є звичайно CO2 при високих тисках (близько 73 атм). Інші розчинники можуть додаватись як модифікатори. У певних випадках має переваги перед високоефективною рідинною хроматографією.